# Phaleria longituba
Phaleria longituba är en tibastväxtart som beskrevs av P.F. Stevens. Phaleria longituba ingår i släktet Phaleria och familjen tibastväxter. Inga underarter finns listade i Catalogue of Life.